# Жан Барт (линеен кораб, 1940)
Жан Барт (на френски: Jean Bart) е френски линеен кораб от времето на Втората световна война. Втори кораб от типа „Ришельо“. Кръстен е в чест на Жан Барт – френският военен моряк и капер, най-известният от дюнкеркските корсари.

## История на службата
„Жан Барт“ е вторият кораб от типа „Ришельо“. Както и „Ришельо“, той изначално е построен за противодействие на италианския флот. Линкорът е заложен през декември 1936 г. в корабостроителницата Chantiers de l'Atlantique в Сен Назер и е спуснат на вода на 6 март 1940 г.
След нападението на Германия над Франция готовият приблизително на 75% „Жан Барт“, през юни 1940 г., отплава за Казабланка (Мароко). Към този момент на него е постановена само една от двете кули на главния калибър. Другата, с поставени две вместо планираните четири оръдия, е натоварена на транспортен кораб, който е потопен от немска подводна лодка. Също няма и оръдията 152-мм/55, които са заменени със зенитна артилерия.
На 8 ноември 1942 г. френският флот в Казабланка, в хода на Марокано-алжирската операция, е атакуван от американски кораби и самолети на самолетоносача „USS Ranger (CV-4)“ („Рейнджър“). „Жан Барт“ влиза в бой с линкора „Масачузетс“ и получава множество попадения от бомби и снаряди калибър 406-мм. На 10 ноември, опитвайки се да попречи на десанта на съюзниците, линкорът открива огън по крайцера „Аугуста“. Той не очаква нападението, тъй като неговият командир получава рапорт за това, че оръдията на линкора са извадени от строй. Незабавно излетели от „Рейнджър“ самолети атакуват „Жан Барт“ и постигат попадения в него с две 454-кг бомби, в резултат на което той получава пробойна и ляга на грунта. Вечерта на същия ден корабът се предава на войските на „Свободна Франция“.
Предполага се, че „Жан Барт“ ще бъде изваден и неговото строителство ще бъде завършено в САЩ, обаче по-късно тези планове не са осъществени поради големия брой липсващи части. Линкорът лежи на грунта при Казабланка още 2 години.
След края на Втората световна война линкорът е изваден и след кратък ремонт, през 1945 г. е изпратен във Франция. През 1949 г. неговото строителство е завършено. През същата година той официално влиза в строй, обаче е окончателно достроен и снаряжен едва през 1955 г.
През 1956 г. участва в Суецката криза, обаче не се използва, както изначално е планирано, за бомбардировки на египетските градове, тъй като командването иска да избегне неизбежните в такъв случай високи загуби сред гражданското население.
През 1957 г. линкорът е преведен в състава на резервните сили, през 1961 г. е изваден от строя на флота и през 1970 е разкомплектован в корабостроителницата в Специя.

## Галерия
- „Жан Барт“ през 1968 г.

## Коментари
1. ↑  Всички данни са проектни.